# Mary Loveless
Mary Hewitt Loveless (28 avril 1899 – 2 juin 1991) est une  docteur en médecine et immunologiste américaine qui s'est spécialisée dans les allergies. Elle est surtout connue pour sa découverte que les allergies au venin d'hyménoptères peuvent être traitées avec des extraits issus des sacs à venin de ces insectes.

## Premières années
Marie Hewitt est née le 28 avril 1899 à Clovis, en Californie. Ses parents, qui étaient des Britanniques, ont émigré aux États-unis pour échapper à la dépression économique qui touchait alors l'Angleterre. Elle a obtenu un Baccalauréat ès Arts en biologie à l'Université de Stanford en 1921, gagnant sa vie comme serveuse et  secrétaire pendant ses études. Elle a ensuite commencé un doctorat en Médecine à l'université de Stanford, alors l'une des deux seules femmes de sa classe, qu'elle a obtenu en 1925. La même année, elle s'est mariée et a pris le nom de Loveless ; le mariage s'est terminé par un divorce peu de temps après, mais elle continuera d'utiliser le nom de famille pour le reste de sa vie.

## Carrière médicale
Loveless termine son internat au San Francisco General Hospital avant d'établir son propre cabinet médical et d'exercer en libérale dans la ville tout en tenant un rôle d'assistante à la faculté de Médecine de Stanford au début des années 1930. En 1935, elle est recrutée par Robert A. Cooke pour travailler dans son laboratoire sur les allergies, au Roosevelt Hospital, à New York, où elle étudie le traitement du rhume des foins avec des extraits de pollen. Elle quitte son poste en 1938, pour une nomination à titre de professeur adjoint en médecine clinique au Weill Cornell Medical College. Elle y continue ses recherches sur les anticorps, leurs antigènes, notamment en ce qui concerne le rhume des foins, et publie une série d'articles en cinq parties dans le Journal of Immunology entre 1940 et 1943.
Loveless se tourne vers l'étude des allergies au venin d'insectes en 1946, quand un collègue lui demande si elle sait comment faire pour empêcher des réactions anaphylactiques chez les patients qui souffrent d'hypersensibilité à la piqûre d'hyménoptère. À l'époque, l'usage médical habituel consistait à créer des extraits à partir du broyage de la totalité du corps de l'insecte, et d'administrer ces extraits afin de désensibiliser les patients. Mais Loveless formule l'hypothèse que les allergènes sont concentrés dans le venin d'insectes plutôt que dans l'ensemble du corps, et donc que les injections d'extraits de sacs à venin seraient une thérapie plus efficace. Dans la mesure où l'extrait de venin pur n'est pas disponible, elle récolte des insectes elle-même pour retirer leurs sacs à venin et préparer l'extrait pour l'injecter à ses patients. En 1964, elle a déjà disséqué quelque 30 000 insectes, et elle déclare être devenue si efficace dans cette procédure qu'elle pourrait disséquer "un insecte par minute". De 1953 à 1956, elle injecte des patients dans sa clinique d'allergie, en augmentant les doses de venin, et surveille leurs réactions à des piqûres ultérieures d'abeilles et de guêpes. En recevant des doses de rappel chaque année, ces patients ont développé une immunité contre le venin d'insecte et ne sont plus sensibles à l'anaphylaxie.
En 1956 Loveless publie l'article "Allergie au Venin de Guêpe et Immunité", basé sur les recherches qu'elle a effectuées à sa clinique. Même s'il est bien reçu par la presse populaire, ses recherches sont largement ignorées par la communauté scientifique, et ce n'est pas avant les années 1970 — après la publication d'autres recherches en immunothérapie antivenin par Lawrence M. Lichtenstein, Martin D. saint-Valentin, et Anne Kagey-Sobotka — que la FDA approuve l'utilisation d'extraits de venin pour traiter les patients ayant des allergies au venin d'insecte. Au début des années 1990, les contributions de Loveless dans le domaine de l'immunologie sont de plus en plus largement reconnues, et l'Association Américaine des Immunologistes (AAI) la considère comme "une clinicienne immunologiste pionnière". Au total, elle a écrit plus de 70 articles de recherche dans son domaine. Elle a été membre de l'AAI et la Harvey Society, et membre de l' Académie Américaine de l'Allergie, de l'Asthme et de l'Immunologie.

## Mort et hommage
Loveless prit sa retraite en 1964, mais elle a continué à pratiquer en privé. Elle est décédée le 2 juin 1991, dans le quartier de Westport, dans le Connecticut, à l'âge de 92 ans. Elle a légué 4 millions de dollars de sa succession à la Stanford University School of Medicine, qui a établi la chaire de médecine Marie Hewitt Loveless en son honneur.